# Lepismium warmingianum
Lepismium warmingianum és una espècie vegetal del gènere Lepismium de la família de les cactàcies.

## Descripció
Lepismium warmingianum creix de forma epífita i arbustiva amb tiges inicialment verticals, posteriorment penjants, molt ramificades. Els segments de les tiges són prims i de color verd fosc i són triangulars o quadrats o plans. Tenen fins a 30 centímetres de llarg i tenen un diàmetre de 0,7 a 2,5 centímetres. Les vores no són dentades i són de color vermellós. Les arèoles que no estan profundament deprimides són nues.
Les flors són simples i blanques que apareixen al costat tenen forma de campana i estan penjades. Fan d'1 a 2 centímetres de llarg i n'arriben al mateix diàmetre. El seu pericarpel és angular. Els fruits són esfèrics, de color morat fosc a negre, tenen un diàmetre de 5 a 6 mil·límetres.

## Distribució
Lepismium warmingianum es troba al Brasil, entre d'altres a Mato Grosso do Sul, distribuïts a l'est del Paraguai i al nord-est de l'Argentina a altitud de fins a 1100 metres.

## Taxonomia
Lepismium warmingianum va ser descrita per Wilhelm A. Barthlott i publicat a Bradleya; Yearbook of the British Cactus and Succulent Society 5: 99. 1987.
Etimologia
Lepismium : nom genèric que deriva del grec: "λεπίς" (lepis) = "recipient, escates, apagat" i es refereix a la forma en què en algunes espècies les flors es trenquen a través de l'epidermis.
warmingianum: epítet
Sinonímia
- Rhipsalis warmingiana K. Schum. (1890)[4] (basiònim)